# Reverter Guislaber de la Guardia
Reverter Guislaber de la Guardia, né en 1090 et mort vers 1144/1145, est un chevalier catalan, vicomte de Barcelone.

## Biographie
Il est fait prisonnier par les musulmans près de Lleida en 1126. Il combat alors pour le sultan Ali ben Youssef contre la révolte des Almohades. Il devient le chef des mercenaires chrétiens au service du sultan almoravide. Vaincu par Abd al-Mumin en 1145 et fait prisonnier après la bataille d'Oran, près de Tlemcen, il est crucifié.